# David Fiel Rodriguez
David Fiel Rodriguez (* 28. August 1993 in Havanna) ist ein kubanischer Volleyballspieler.

## Karriere
Fiel spielte einige Jahre für die kubanische Nationalmannschaft. Mit Kuba erreichte er 2012 den dritten Platz in der Weltliga. Bei der Volleyball-Weltmeisterschaft der Männer 2014 erreichte er mit dem Team die zweite Gruppenphase. 2016 verließ er seine Heimat und heiratete eine Polin. In der Saison 2016/17 wurde er mit al-Jaish Vizemeister in Katar. Der Verein löste sich anschließend auf und Fiel fand keinen Verein für die folgende Saison. Ende Oktober 2018 wechselte er dann zum polnischen Erstligisten Skra Bełchatów. Mit Bełchatów nahm er an der Klub-Weltmeisterschaft teil. In der Saison 2019/20 spielte er in Frankreich für Tourcoing Lille Métropole. 2020 wurde er vom deutschen Bundesligisten VfB Friedrichshafen verpflichtet.